# Centaurea corensis
Centaurea corensis là một loài thực vật có hoa trong họ Cúc. Loài này được Vals. & Filigh. mô tả khoa học đầu tiên năm 1991.